# Myiopsitta
Myiopsitta – rodzaj ptaków z podrodziny papug neotropikalnych (Arinae) w obrębie rodziny papugowatych (Psittacidae).

## Rozmieszczenie geograficzne
Rodzaj obejmuje gatunki występujące w Ameryce Południowej.

## Morfologia
Długość ciała 29 cm, rozpiętość skrzydeł 53 cm; masa ciała 90–120 g (samce są cięższe od samic).

## Systematyka
Rodzaj zdefiniował w 1854 roku francuski zoolog Charles-Lucien Bonaparte w artykule zatytułowanym Tabele papug, opublikowanym w czasopiśmie „Revue et Magasin de Zoologie pure et appliquée”. Gatunkiem typowym jest (późniejsze oznaczenie) mnicha nizinna (M. monachus).

### Etymologia
- Myiopsitta (Myopsitta, Myiopsittacus): gr. μυς mus, μυος muos ‘mysz’; nowołac. psitta ‘papuga’, od gr. ψιττακη psittakē ‘papuga’[8].
- Myopsittacus: gr. μυς mus, μυος muos ‘mysz’; ψιττακος psittakos ‘papuga’[9].

### Podział systematyczny
Do rodzaju należą następujące gatunki:
- Myiopsitta luchsi (Finsch, 1868) – mnicha górska
- Myiopsitta monachus (Boddaert, 1783) – mnicha nizinna